# Publi Presenci
Publi Presenci (Publius Presentius) fou un militar italià. Fou un dels generals dels confederats italians durant la guerra social o guerra dels marsis. Al front de les seves forces va derrotar en una batalla a Perpenna, que llavors era llegat del cònsol romà, l'any 90 aC.